# 頂盾龍屬
頂盾龍屬（屬名：Stegopelta）意為「如屋頂般的盾」，是甲龍亞目是一屬。化石包含一個部份骨骸，發現於懷俄明州弗里蒙特郡的Frontier組，年代為白堊紀的晚阿爾比階到早森諾曼階。

## 歷史
在1905年，塞繆爾·溫德爾·威利斯頓（Samuel Wendell Williston）敘述了一個甲龍類骨骸（編號FMNH UR88），該骨骸包含一個上頜的骨頭碎片、7節頸椎、2節背椎、部分薦骨、左右腸骨、尾椎、部分肩胛骨、左右肱骨頭、部分尺骨、左右橈骨、一個掌骨、部分脛骨、蹠骨、以及肩刺與頸部裝甲。這些化石的保存狀態不佳，曾在斜坡上遭到侵蝕，以及牛群的踩踏。因為頂盾龍是種所知有限的甲龍類恐龍，威利斯頓認為牠們的外形類似劍龍屬，而頂盾龍的骨盆上方有癒合的鱗甲，類似哺乳類的雕齒獸，因此威利斯頓認為頂盾龍的鱗甲類似雕齒獸的鱗甲。Moodie在1910年重新敘述頂盾龍，並認為若頂盾龍與甲龍不是同一種動物，那牠們即為近親。
頂盾龍仍為研究過少的動物。在1978年，Walter P. Coombs在他的甲龍亞目重新敘述中，將頂盾龍列為更著名、但所知有限的結節龍的一個異名。在1998年，肯尼思·卡彭特（Kenneth Carpenter）與詹姆士·柯克蘭（James Kirkland）重新敘述頂盾龍，並認為牠們有明顯的脊椎與裝甲特徵，將頂盾龍恢復為有效屬。在2000年，Tracy Ford根據頂盾龍的裝甲特徵，在甲龍科中建立了頂盾龍亞科（Stegopeltinae），包含了頂盾龍與雕齒甲龍。Ford的分類法並沒有被廣泛的接受，但最近的研究認為頂盾龍為獨立的一屬，但分類傾向仍不清楚。

## 古生物學
因為頂盾龍的所知有限，關於牠們的習性與生活方式只知道牠們是緩慢、四足、植食性恐龍，面對攻擊時會將身體伏在地面上，依靠裝甲來防禦。
頂盾龍的裝甲固定在薦骨上，肩膀的尖刺可能有分叉，類似埃德蒙頓甲龍。